# 阿斯特德費爾德巴德湖
53°21′27″N 7°55′53″E / 53.357403°N 7.931346°E
阿斯特德費爾德巴德湖（德語：Badesee Astederfeld），是德國的湖泊，位於該國西北部，由下薩克森州負責管轄，處於弗里斯蘭縣，海拔高度10米，最大水深17米，該湖泊用作娛樂用途。